# باشتالا
باشتالا (به لاتین: Bashtala) یک منطقهٔ مسکونی در روسیه است که در جمهوری آلتای واقع شده‌است.